# La Guadalupana, Chiapas
La Guadalupana är en ort i Mexiko.   Den ligger i kommunen Copainalá och delstaten Chiapas, i den sydöstra delen av landet, 700 km öster om huvudstaden Mexico City. La Guadalupana ligger 461 meter över havet och antalet invånare är 120.
Terrängen runt La Guadalupana är varierad. La Guadalupana ligger nere i en dal. Runt La Guadalupana är det ganska tätbefolkat, med 56 invånare per kvadratkilometer. Närmaste större samhälle är Copainalá, 0,64 km väster om La Guadalupana. Omgivningarna runt La Guadalupana är en mosaik av jordbruksmark och naturlig växtlighet.